# Nada Rocco
Nada Rocco (Zagreb, 15. rujna 1947.), hrvatska kazališna, televizijska i filmska glumica.

## Životopis
Od najranijeg djetinjstva počela se baviti glumom u zagrebačkom Pionirskom kazalištu. Svoje prve radio-dramske emisije snima kao član ansambla Dječje drame pri RTZ-u. Još i danas djeca slušaju nosače zvuka na kojima igra Trnoružicu, Pepeljugu, princezu iz "Mačka u čizmama".
Diplomirala je na Akademiji dramskih umjetnosti Sveučilišta u Zagrebu 1972. godine, a već na prvoj godini glumačke akademije postaje stipendist zagrebačkog Hrvatskog narodnog kazališta igrajući mnoge predstave. Paralelno, surađuje s gotovo svim kazalištima u Zagrebu, Muzičkom omladinom, Dubrovačkim ljetnim igrama, Splitskim ljetom te šibenskim Festivalom djeteta u muzičkim i dramskim predstavama. Uz glumu bavi se i pjevanjem u muzičkom sastavu "Rocco Davora" izdavši pri tom dvije singlice za diskografsku kuću "Suzy" iz Zagreba. Za istu kuću snima i dječje pjesme. Pjeva u mnogim glazbenim televizijskim emisijama ("TV magazin", "Stih i šansona") i festivalima, a kompozicija Rocco Davora "Noći ljubavi" koja je dugo bila hit "Zelenog megaherca". Posljednji glazbeni CD "Zagrli me nježno", izdan 1994. godine, niz je ljubavnih balada koje izvodi zajedno s kolegom iz teatra Brankom Blaćom.
Od 1975. godine stalni je član zagrebačkog Gradskog kazališta Komedija u brojnim dramskim i glazbenim predstavama, a igra i u Kazalištu mladih, Kazalištu Trešnja, Kazalištu Jazavac. Također igra u brojnim predstavama kazališta Žar-Ptica i Mala Scena te drugim zagrebačkim kazalištima.
Posuđivala je glas u stotinama animiranih filmova. Glumi u mnogim TV dramama i emisijama. Za film Gojka Šipovca «SO» dobila je nagradu za najboljeg debitanta na filmskom festivalu u Nišu 1973. godine, a snima i neke koprodukcijske filmove. Također je poznato lice s brojnih TV reklama. 
Najvećim životnim uspjehom smatra svoje dvoje djece. Kćer Barbara Rocco joj je također glumica, a sin Luka Rocco, svećenik je duhovne zajednice i spisatelj.

## Filmografija

### Kazališne uloge

#### Uloge u kazalištu Komedija
- "Hotel Plaza", "Pljuska", "O'kaj", "Subota, nedjelja, ponedjeljak", "Prst pred nosom", "Zlatni dečki", "Muholovka", "Novela od Stanca", "Graničari", "Tata, udajem se za crnca", "Matiček se ženi", "Grička vještica", "Kako voli druga strana", "Leonce i Lena", "Češalj", "Zemlja smiješka", "Jadnici", "Sve je dobro što se dobro svrši", "Probudi se Kato", "Skup", "Sloboda u Stračincima", "Kaj20", "Aplause", "Kaos u kulisama", "Crna kraljica" i "Štrudl od trešanja".

#### Uloge u Kazalištu mladih
- "Tri medvjedića", "Kvas bez kruha" i "Mala Pala, Artur i Truba".

#### Uloge u Kazalištu Trešnja
- "Bajka o suncu, mjesecu i vjetru", "Izgubljena svirala", "Tamo neki kralj" i "Zdrokintopično slijetanje".

#### Uloge u Kazalištu Jazavac
- "Arsen Cabaret"

#### Uloge u kazalištu &TD
- "Rosenkrantz i Guildenstern su mrtvi"

### Televizijske uloge
- "Zora dubrovačka" kao babica (2014.)
- "Larin izbor" kao Alma (2012.)
- "Stipe u gostima" kao Uršula #2 (2011. – 2012.)
- "Najbolje godine" kao Višnja (2010.)
- "Zabranjena ljubav" kao Nada Barić (2004. – 2008.)
- "U registraturi" kao Marica Kičmanović (1976.)
- "As" (1980.)
- "Diogeneš" (1973.)
- "Kanarinac" (1969.)
- "Gemma Camolli" (1968.)
- "Gorčina u grlu" (1964.)

### Filmske uloge
- "Čarobnjakov šešir" kao kraljica Sunčica (1990.)
- "Čudesna šuma" kao lija Lili (1986.)
- "So" (1973.)
- "Sudar na paralelama" (1961.)

### Sinkronizacija
- "Bobi i disko crvi" kao Donna i Bobijeva majka (2011.)
- "Čudo u zemlji igračaka" (2008.)
- "Kronike iz Narnije: Lav, vještica i ormar" kao Lucija i vjeverica (2006.)
- "Auti 1" kao Gđa. Kralj (2006.)
- "Bambi II" kao prepelica (2006.)
- "Leif Ericson: Dječak koji je otkrio Ameriku" kao mladi viking (2004.)
- "Kralj lavova 3: Hakuna matata" (2004.)
- "Kralj lavova 2: Simbin ponos" (2004.)
- "Balto 3: Krila promjene" kao Jenna [Jodi Benson] (2004.)
- "Pčelica Maja" kao projetnjakova ličinka i pčela (prva sinkronizacija) (2003.)
- "Sinbad: Legenda o sedam mora" (2003.)
- "Hej, Arnold! Film" kao Gerald Johanssen (2002.)
- "Sretan put, Charlie Brown (i ne vraćaj se)" kao Pepermint Patty i konobar (2002.)
- "Utrkuj se za život, Charlie Brown" kao Pepermint Patty (2002.)
- "Američka priča 1" kao Brigita (2002.)
- "Ivica i Marica" kao Marica (2002.) - Anchor Bay Entertainment
- "Balto 2: Potraga za vukom" kao Jenna [Jodi Benson], vučica iz vučjeg čopora (2002.)
- "Teletubbiesi" kao Laa-Laa [Nikky Smedley] (2001.-2003.)
- "Jimmy Neutron: Dječak genijalac" kao Jimmy Neutron (2001.)
- "Coco i Drilla: Božićna Avantura" kao Drilla, sporedni likovi (1998.)
- "Priča o Egiptu" kao Mirjam, Sipora (1998.) - verzija iz Golden Films
- "Pustolovine malog zeca" (1998.) - verzija iz Golden Films
- "Hercules" kao Herkulesova majka Alkmena i božica Sudba (1998.) - verzija iz Golden Films
- "Božićni vilenjaci" kao Ilza, vilenjakinja Smotka, Tomijeva sestra Anđela (1997.) - iz studija Golden Films
- "Asterix i 12 zadataka" kao gđa. Geriatrix, čarobnice #2 i #3, čarobnica, birokratkinje #4 i #7, birokratkinja i rimska najavljivačica (1997.)
- "Ljepotica i zvijer" kao Ljepotičine sestre 1# i 3# (1997.) - verzija iz Golden Films
- "Povratak legende o Sjevernom vjetru" kao Ana (1997.)
- "Medvjedići dobrog srca" kao Vriskica i mladunac Pepa (1997.)
- "Snjeguljica" kao Snjeguljica (1997.) - verzija iz Golden Films
- "The Scooby Doo Show" kao Daphne (1997.)
- "Kraljević i prosjak" kao Tomijeva sestra Nan, Tomijeva majka, mali dečko s plavom kapom, malena djevojčica (1996.) - verzija iz Golden Films
- "Trnoružica" kao Trnoružica, vile Aura, Ljupkost, Plesačica i Amorata (1995.) - verzija iz Jetlag Productions i GoodTimes Entertainment
- "Pocahontas" kao engleska služavka, engleske dame #1 i #3 (1995.) - verzija iz Golden Films
- "Balto 1" kao Jenna [Bridget Fonda], Dixie, bolničarka (1995.)
- "Legenda o Sjevernom vjetru" kao Ana (1994.)
- "Palčica" (1994.)
- "Čiči na putu oko svijeta za 80 dana (film)" kao Čiči
- "Zekoslavci" kao Elmira Duff
- "Silvestrove i Čičijeve tajne" kao Čiči
- "Looney Tunes" kao kanarinac Čiči
- "Bubimir" kao Klara Brewster
- "Kljukica Kvaki"
- "Zvonko" (stara sinkronizacija)
- "Mačak Viktor" kao Annabelle i Wendy Elizabeth
- "Princ Valiant" kao Rowenina majka i ostali likovi
- "Super Mario World (crtana serija)" kao Princeza kraljevstva gljiva, Kootie-Pie Koopa i Hop Koopa
- "Super Mario Bros 3 (crtana serija)" kao Princeza kraljevstva gljiva, Kootie-Pie Koopa i Hop Koopa
- "Moje kućno čudovište" kao Lea
- "Conan pustolov" kao Jasmin, Conanova majka i ostali likovi
- "Bucky O'Zec" kao Jenny
- "Divlje mačke" kao Voodoo
- "Simsala Grimm" kao Sluškinja [S2.EP06], golubica, zla polusestra Beata [S2.EP07], Kraljica i Trnoružica [S2.EP09], Princeza u plavoj haljini [S2.EP12],  mišica, zla dvorkinja [S2.EP13]

## Vanjske poveznice
- Nada Rocco u internetskoj bazi filmova IMDb-u (engl.)
- Stranica na Komedija.hr  Arhivirana inačica izvorne stranice od 13. prosinca 2010. (Wayback Machine)